# 斯柯达晶锐
Škoda Fabia，中国大陆旧译法比亚，是大众集团旗下捷克制造商斯柯达汽车于1999年推出的一款次紧凑型汽车。此車第一代車款外型在大众汽车的比利時籍設計師Dirk van Braeckel主導下所設計，Dirk van Braeckel 後來被派為賓利汽車ContinentaL GT跑車的設計師。Fabia機械方面基本上與福斯Polo相同，在同級車中專業評價優良。

## 歷史

### 第四代（車型代號PJ：2021）

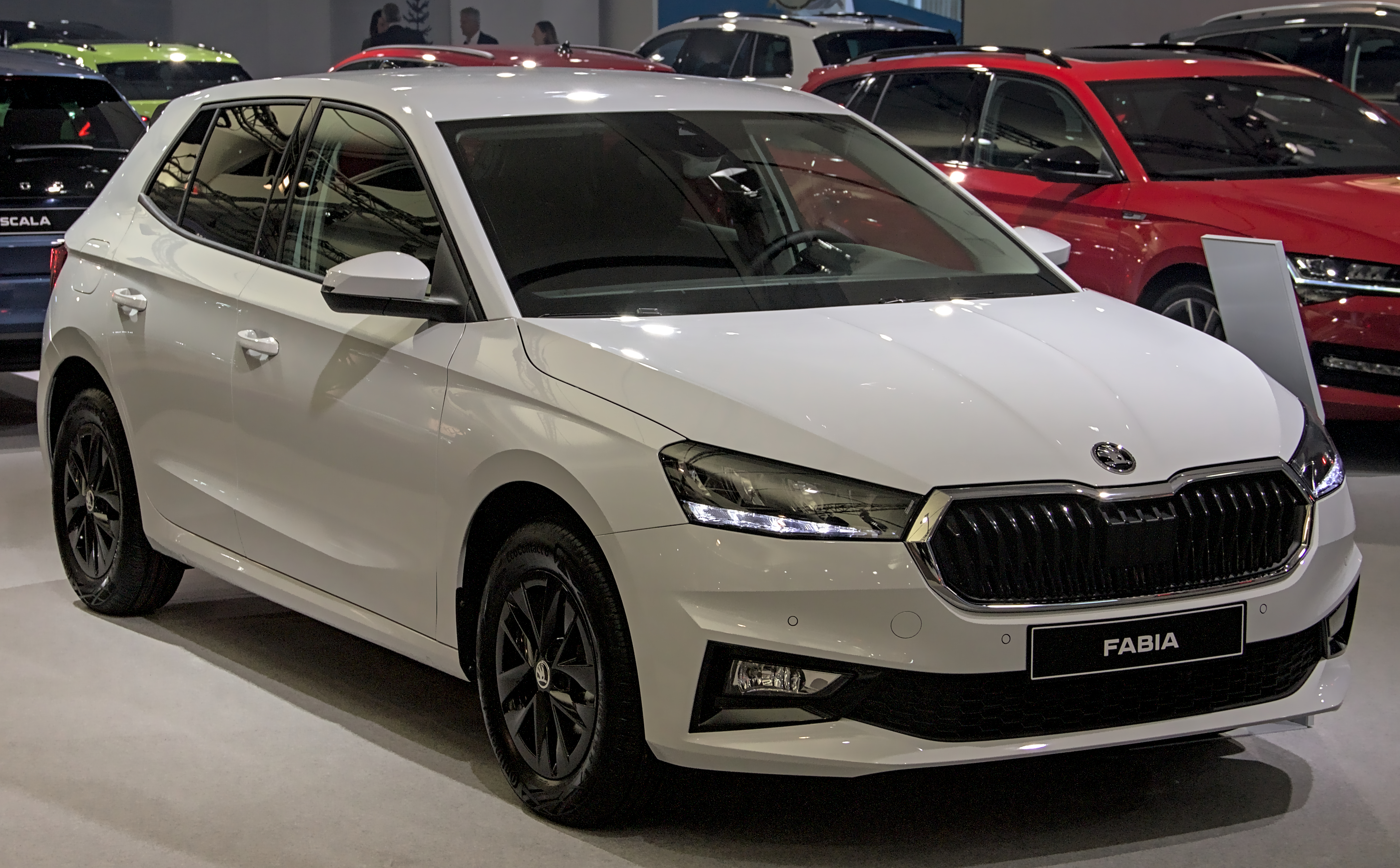
第四代

第四代大改款後，捨棄原本的PQ26底盤平台換上MQB-A0平台。